# Douglas (Ilha de Man)
Douglas (em manês Doolish) é a capital e maior cidade da Ilha de Man. É o principal ponto da ilha para negócios, finanças, transportes e diversão. É também a sede do governo autónomo da Ilha de Man. 
Tem uma população de 28 939 pessoas (censo de 2011), correspondendo a quase um terço da população da ilha.
O seu nome tem origem na união de dois rios, o Dhoo e o Glass.
A cidade é provavelmente conhecida por ser a terra natal dos integrantes do grupo pop rock Bee Gees.

## História

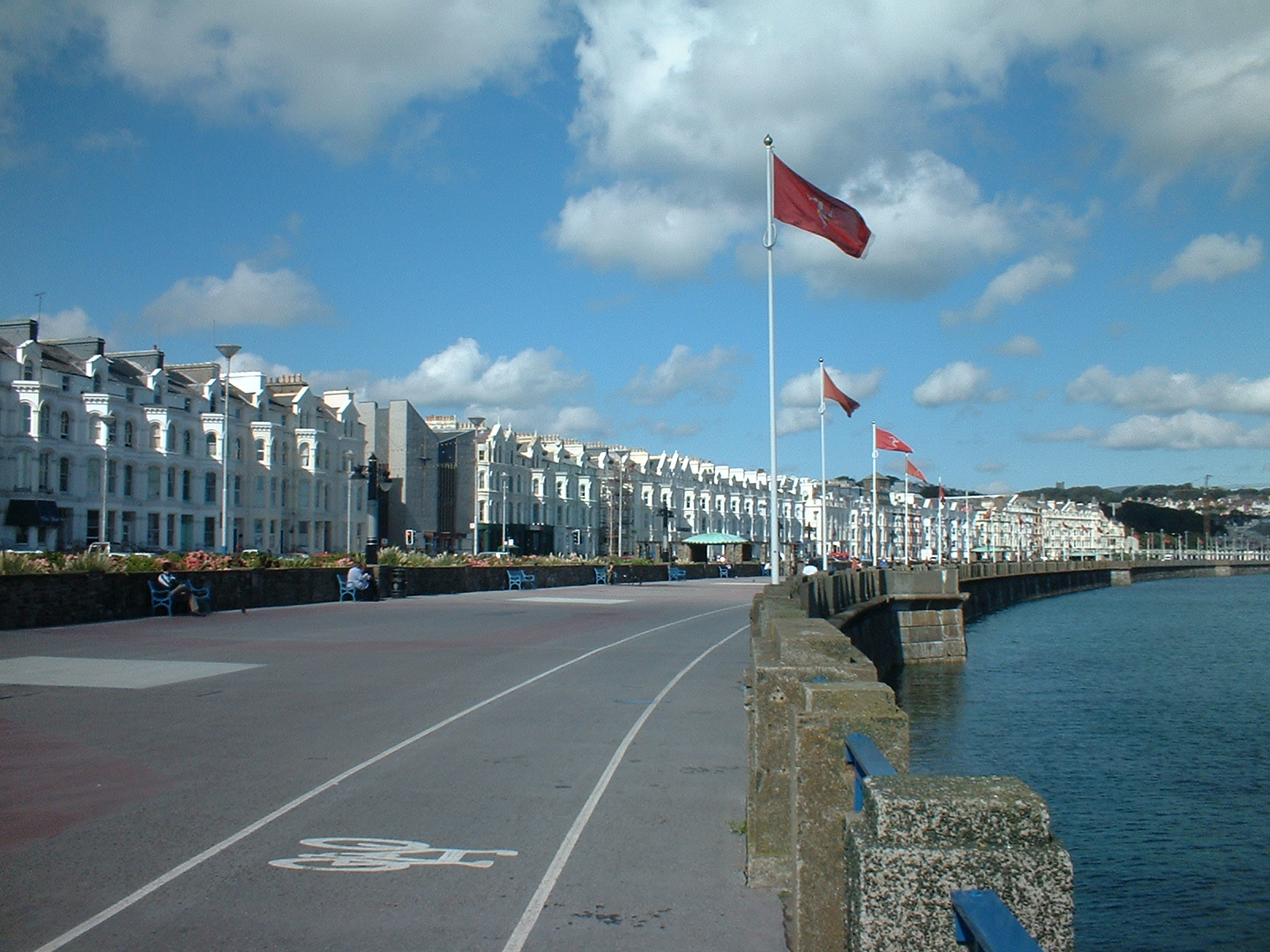
Douglas (Doolish)

Em 1861, a localidade de Douglas foi descrita por Thomas Denton como "o lugar de melhor resort da Ilha de Man". Em 1705 a cidade começa a emergir, com suas construções ganhando importância. No próximo meio século, a cidade passou a abrigar casas de importantes comerciantes e um pier. Com o florescimento da "Corrida comercial", a cidade passou a atuar como porto para o novo mundo numa espécie de cooperação com o também em meteórico crescimento porto de Liverpool.